# یواس‌اس استیونز (دی‌دی-۸۶)
یواس‌اس استیونز (دی‌دی-۸۶) (به انگلیسی: USS Stevens (DD-86)) یک کشتی بود که طول آن ۳۱۴ فوت ۴ ۱⁄۲ اینچ (۹۵٫۸۲۲ متر) بود. این کشتی در سال ۱۹۱۸ ساخته شد.